# Rivière Millette
Pour les articles homonymes, voir Millette.
La rivière Milette est un affluent de la rive nord du fleuve Saint-Laurent, coulant dans la ville de Trois-Rivières, dans la région administrative de la Mauricie, dans la province de Québec, au Canada.
La surface de la rivière Milette (sauf les zones de rapides) est généralement gelée de la mi-décembre à la mi-mars, mais la circulation sécuritaire sur la glace se fait généralement de fin décembre à début mars. Le niveau de l'eau de la rivière varie selon les saisons et les précipitations ; la crue printanière survient généralement en mars ou avril.

## Géographie
Ce cours d'eau prend sa source au lac Caché (altitude : 60 m) situé entre le chemin de fer et les lignes à haute tension d'Hydro-Québec. Cette source est à 1,3 km au sud-ouest du cours de la rivière Saint-Maurice.
À partir de sa source (lac Caché), ce cours d'eau coule sur 9,5 km vers le sud-est, avec une dénivellation de 54 m, selon les segments suivants :
- 3,1 km vers le sud-est en coupant le chemin de fer, jusqu'à la confluence du cours d'eau du Rang Deux (venant du sud-ouest), soit au sud du secteur Lambert ;
- 2,1 km vers le sud-est en longeant le pied de la falaise du côté nord de Terrasse-Duvernay, jusqu'au boulevard des Récollets ;
- 2,0 km vers le sud-est formant un crochet vers le sud en coupant à nouveau le boulevard des Récollets, bifurquant vers le sud-est en traversant un secteur industriel, jusqu'à l'autoroute 40 ;
- 2,3 km vers le sud-est en traversant la partie sud du Secteur-Laurentien dont le secteur résidentiel de Sainte-Catherine (lequel est situé entre Trois-Rivières et Trois-Rivières-Ouest), en passant du côté sud de l'hôtel de ville, en coupant la rue Royale, en traversant le parc Garceau et en coupant la rue Notre-Dame-Ouest, jusqu'à son embouchure[3].

La rivière Milette se déverse sur la rive nord-ouest du fleuve Saint-Laurent, à 0,52 km au nord du cours d'eau Lacerte, à 4,1 km au sud de la confluence de la rivière Saint-Maurice et à 1,0 km au nord du pont Laviolette lequel enjambe le fleuve Saint-Laurent.

## Histoire
L'historien René Hardy signale dans un écrit de 2014 qu'en 1792, un moulin à eau a été érigé au pied du coteau à la hauteur de l'étang Milette actuel. La famille d'affaire Milette y exploitaient à la fin du XIXe siècle un moulin à farine et à carder. Cet étang artificiel formé par un barrage est situé sur le terrain de l'UQTR.
La villa Mon Repos a été aménagée en 1895 au bord d’un petit lac artificiel sur le cours intermédiaire de la rivière Milette. Cette villa était située sur des terres louées, entre le boulevard des Chenaux et le boulevard des Récollets, soit du côté est de la côte Rosemont. Cette villa privée d'une superficie d'une quinzaine d'arpents comportait une quinzaine de chalets, un pont suspendu et un kiosque où des concerts musicaux étaient organisées. Le patrimoine du site a été liquidé en avril 1932 lors de la Grande crise économique. Les Filles de Jésus ont acquis les actifs restant le 12 mars 1936. Depuis 1962, une grande partie du site original appartient à l’institut secondaire Keranna.
Selon un article du journal Le Nouvelliste du 16 septembre 1944, cette glacière était située près du chemin Sainte-Marguerite lequel est situé à 2,95 km de la rive du fleuve Saint-Laurent. Selon Le Nouvelliste du 26 mai 1922, un incendie du 24 mai 1922 vers le milieu de la journée a rasé l'écurie de M. Milette, marchand de glace de Sainte-Marguerite. Néanmoins, la glacière a été protégée. Le journal Le Nouvelliste du 14 août 1923 signale un début d'incendie à la glacière de Charles Milette.
Un avis au public publié le 2 mai 1952 dans le quotidien Le Nouvelliste, du 2 mai 1952, signale que la Glacière Milette vient de se porter acquéreur du commerce de glace artificielle au détail de M. Gustave Brunelle. L'entreprise était alors exploitée sous J.H. Milette & Fils et dirigée par Charles-Emile Milette. Dans un écrit du 15 juillet 2002 dans Le Nouvelliste, Michel Cloutier signalait qu'une trentaine de scieurs de glace s'affairaient au godendar à l'étang de la rivière Milette et au canal menant à la glacière de Milette et Frère. Il indique que ce canal était situé au tournant du chemin Sainte-Marguerite et du boulevard des Récollets. Le chroniqueur Jean-Marc Beaudoin signalait dans le Nouvelliste du 22 juin 2006 la glacière Milette comme l'un des commerces de l'histoire de Trois-Rivières. Les entrepôts de glace furent remplacées progressivement entre 1950 et 1960 par des réfrigérateurs fonctionnant à l'électricité. Ainsi, le service de distribution de la glace aux maisons, restaurants, épiceries et entreprises de traitement des produits réfrigérés, cessa.
En 2013, la ville de Trois-Rivières a modifié son plan d'urbanisme afin d'agrandir l'aire écologique située aux abords du cours d'eau du rang Deux et de la rivière Milette, à même une partie de la zone résidentielle située respectivement aux abords de la place de la Marquise ainsi que des rues Vincent-Bélanger et Jean-Paul-Lavergne.
En fin août 2011, une inondation de la rivière Milette a envahi une partie des rues J.-E.-Janvier, Louis-Camirand et Louis-Julien, lesquelles sont situées du côté nord-est du cours inférieur de cette rivière qui traverse Trois-Rivières. En 2013, la ville de Trois-Rivières a réalisé des travaux de stabilisation des rives de la rivière Milette au sud de la rue Notre-Dame-Ouest.

## Toponymie
Le terme Milette s'avère un patronyme de famille d'origine française. Le terme Milette évoque le souvenir de la famille de commerçants de patronyme Milette qui firent sur plusieurs générations l'exploitation d'un moulin à farine et à carder, puis d'une glacière sur la rive de cette rivière au cours de la première moitié du XXe siècle.
Substitué au terme Sainte-Marguerite pour désigner ce cours d'eau, le terme patronymique Milette s'avère une variante du XIXe et XXe siècle de la graphie du patronyme Millet. Au cours de l'histoire, cette graphie comporte deux variantes principales : soit la finale « te » et la lettre L simple ou double.
La graphie Millet parait dès 1656 en Nouvelle-France où plusieurs descendants de patronyme Millet se sont établis entre Montréal et Trois-Rivières ; un autre groupe fit souche dans la région de la ville de Québec. Dans le recensement de 1666 du gouvernement de Trois-Rivières deux individus de patronyme Millet sont recensés : Pierre Millet (engagé en 1656) âgé de 55 ans, travaillant comme domestique chez Pierre Sonillas, ainsi que Nicolas Millet, dit Merendas ou Marandas (engagé en 1658) âgé de 32 ans, travaillant comme domestique chez Antoine Le Maistre, dit Lamorille.
Selon une carte du comté de Saint-Maurice de 1926, l'embouchure actuel de la rivière Milette était alors désignée rivière Sainte-Marguerite. En 1978, la Commission de toponymie du Québec a substitué la désignation toponymique rivière Sainte-Marguerite par rivière Milette. Selon la Commission de toponymie du Québec, cette troisième rivière à partir de la limite ouest de la Commune servit de borne à la seigneurie Sainte-Marguerite ou Bouvinet en 1679. Néanmoins, ce cours d'eau resta longtemps anonyme.
Le ruisseau Sainte-Marguerite dont l'embouchure est située à 2,8 km au sud-ouest de celle de la rivière Milette (soit au sud du pont Laviolette), ne doit donc pas être confondu avec l'authentique rivière Sainte-Marguerite dont le toponyme fut remplacé par rivière Milette.
Le toponyme rivière Milette a été officialisé le 17 août 1978 à la Commission de toponymie du Québec.